# Volledige werken (Marten Toonder)

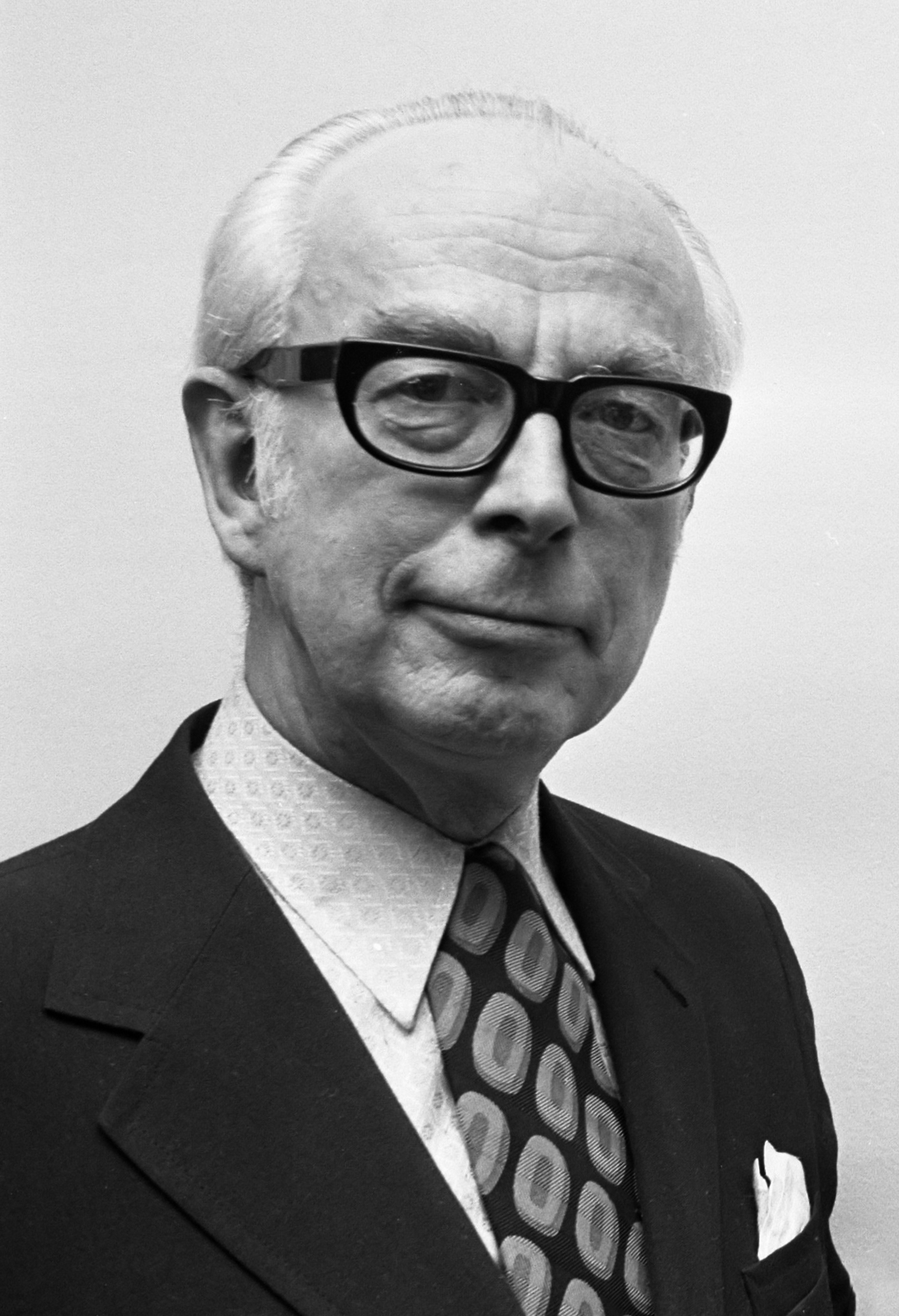
Marten Toonder, auteur van de Volledige werken.

Onder de titel Heer Bommel - Volledige werken - De dagbladpublikaties, kort aangeduid als Volledige werken of Integrale Bommel Uitgave heeft de uitgeverij Panda vanaf 1991 de door Marten Toonder geschreven Bommelsaga opnieuw uitgegeven, in nauwe samenwerking met de auteur en onder auspiciën van het Haagsch Bommel Genootschap, opgericht door Hans Matla, Jan Bruggeman en Joan van der Wyck.
De stripreeks Tom Poes rekende Toonder niet tot zijn volledige werken, omdat deze geschreven waren door medewerkers van de Toonder Studio's.

## Samenstelling
De Volledige werken vormen de enige integrale uitgave van de definitieve, door Toonder geautoriseerde versie van alle Bommelverhalen, zowel in tekst als in tekeningen, die als feuilleton zijn verschenen in verschillende dagbladen.
De dagbladpublicaties in de Volledige werken bestaan uit strips met drie of twee afbeeldingen en daaronder de tekst. Gezamenlijk worden de verhalen wel de Bommelsaga of de Bommelverhalen genoemd.
In de Volledige werken is elk verhaal van de Bommelsaga voorzien van een kort Voorwoord Marten Toonder, een bijdrage Uit het familiearchief door zijn zoon Eiso Toonder en een Verantwoording met de verworpen, de afgekeurde en de definitieve stripstroken, de vakantieaankondigingen, de eerder verschenen boekuitgaven en briefkaarten.
Niet tot de Volledige werken behoren de ballonstrips. Deze door de Toonder Studio's geproduceerde ballonstrips verschenen in stripbladen als weekstrips (bij voorbeeld in Donald Duck) en in tijdschriften als de Revue.

## Verschijnen

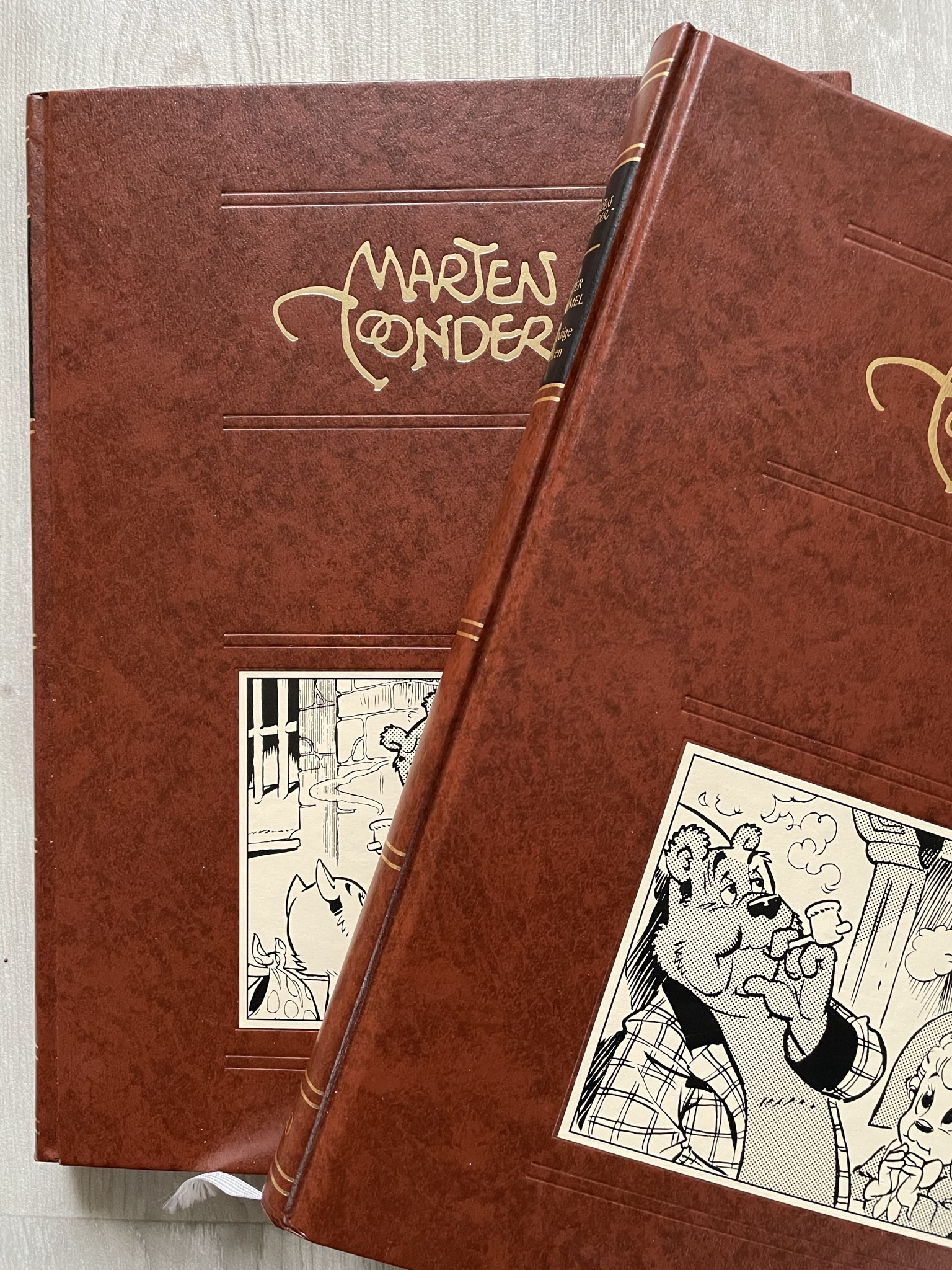
Enkele boeken uit de reeks

De Volledige werken verschenen in een gelimiteerde oplage van 2500 stuks in de periode van 1991 tot 2001 met vier boeken per jaar in een "fraaie kunstleren band". De verhalen zijn gebundeld in 40 boeken, met de afbeeldingen in hetzelfde formaat als waarin de strips in de krant waren verschenen. Hans Matla van de uitgeverij Panda was de drijvende kracht achter deze uitgave. Er kon worden ingetekend op de Volledige werken, de eerste boeken voor ƒ 100,- per boek, de latere voor ƒ 120,-.
De inhoud van de Volledige werken bestaat uit tekst van de 177 verhalen met de daarbij behorende afbeeldingen. De verhalen zijn voorzien van toelichtingen door Marten Toonder en zijn zoon Eiso Toonder, en van verdere informatie over de samenstelling en geschiedenis van de verhalen. Zowel de teksten als de tekeningen zijn door correcties, aanpassingen, restauraties en aanvullingen en enkele weglatingen niet geheel identiek aan die zoals deze oorspronkelijk verschenen zijn in de kranten en vormen de laatste door Toonder geautoriseerde versie.

### Teksten
Elk van de veertig delen van de Volledige werken bevat omstreeks drie tot vijf verhalen. Band 1 begint met de eerste tien verhalen, en band 40 sluit in juni 2001 af met de laatste drie verhalen.
De tekst is opnieuw gezet en gecorrigeerd volgens de voorkeurspelling, waarbij de spellingaanpassing van 1995 is genegeerd. De tekstredactie is gedaan door Jan Bruggeman, de eindredactie door Hans Matla, met assistentie van Joan van der Wyck en hulp van Eiso Toonder. Marten Toonder verleende zijn volledige medewerking aan de productie van de Volledige Werken.

#### Inleidingen
Op verzoek van Hans Matla voorzag Toonder alle verhalen van een kort Voorwoord Marten Toonder, zodat dit de laatste keer was dat Toonder zich direct richtte tot zijn lezerspubliek. Hij geeft daarin commentaar op zijn eigen werk.
Marten Toonders zoon Eiso Toonder, die zelf, als medewerker van de Toonder Studio's, vele scenario's schreef voor de strips van Toonder (onder andere voor Kappie, Panda en Koning Hollewijn), voegde Uit het familiearchief toe aan de inleidende teksten.

#### Nawoorden
In de Verantwoording staan onder andere een Verantwoording van de redactie, de verworpen, de afgekeurde en de definitieve stripstroken, de vakantieaankondigingen, de eerder verschenen boekuitgaven en briefkaarten.

### Tekeningen
Voor de uitgave van de Volledige werken zijn zoveel mogelijk de originele cliche's gebruikt. Toonder heeft enkele stripstroken opnieuw getekend omdat soms het cliché of de originele strook onvindbaar was. Ontbrekende delen werden soms overgenomen uit eerdere publicaties en gereconstrueerd. Ook waren als gevolg van lekkage meer dan 1500 stripstroken (vooral oudere stroken) door vocht en schimmel aangetast. Deze moesten door een papierrestaurator onder handen worden genomen. Ook de tekeningen zijn daardoor niet geheel identiek aan die zoals deze oorspronkelijk verschenen zijn in de kranten.
Een dubbelportret van Tom Poes en Heer Bommel staat steeds op de voorkant van elk deel van de Volledige werken. Slot Bommelstein is in zijn diverse vormen afgebeeld op het voorste schutblad van elk deel.

## Ontvangst

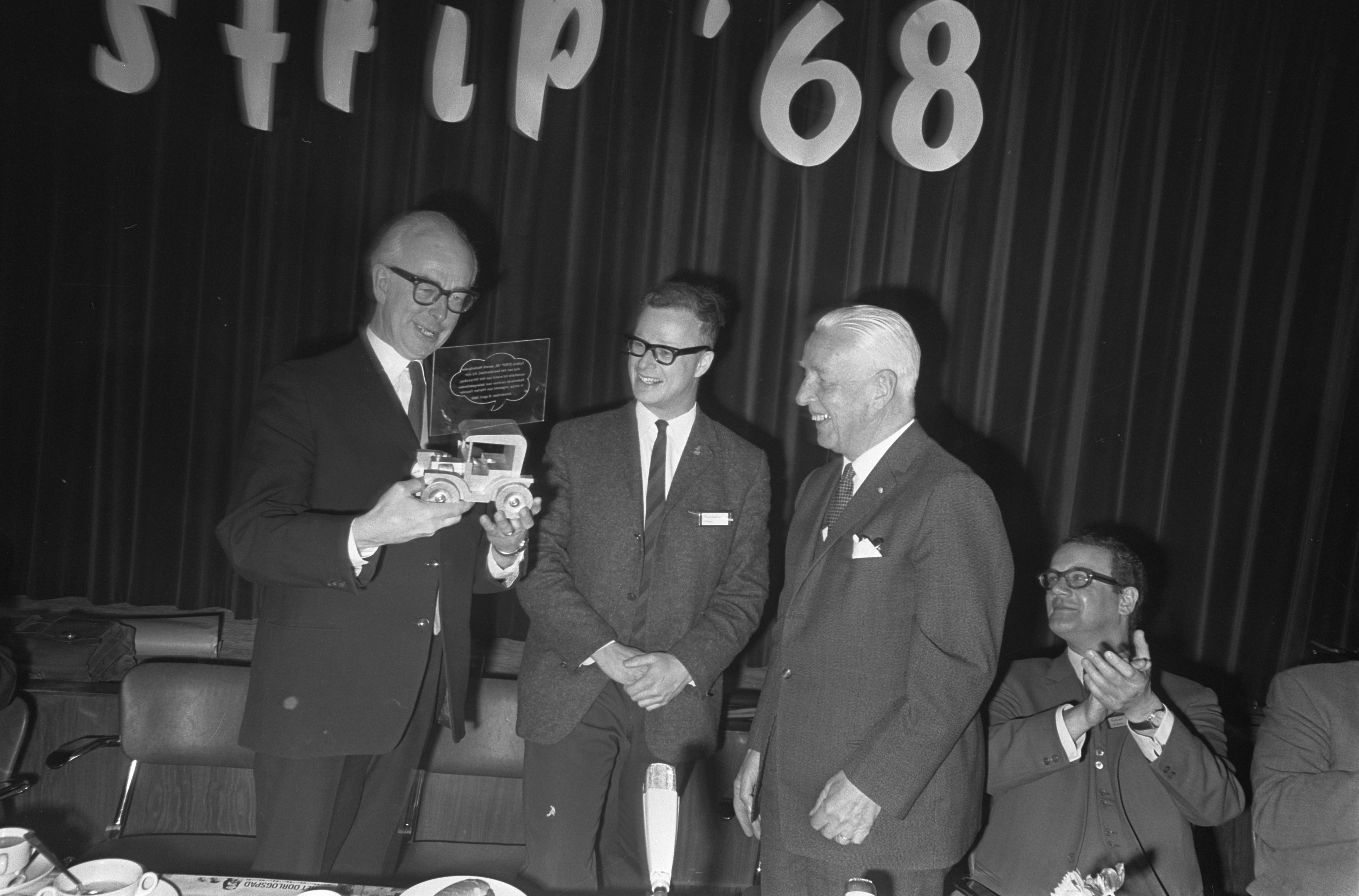
Toonder krijgt een prijs voor zijn bijdragen stripverhalen

De geautoriseerde uitgave van de Bommelverhalen werd positief ontvangen, maar er waren bezwaren tegen de limitering van de uitgave.

De Integrale Bommel Uitgave vormt een afrekening met vijftig jaar inferieure uitgaven, een grondslag voor wetenschappelijk onderzoek, maar bovenal een hommage aan de man die de Hollandse Vorm van het beeldverhaal – tekeningen met tekst eronder – tot een uitzonderlijk niveau heeft gebracht: de inmiddels 78-jarige Marten Toonder.
— Frits van der Waa (1990)

## Tom Poes-verhalen
Naast de verhalen in de Volledige werken, zijn ook vooral op een jeugdig publiek gerichte verhalen verschenen in de vorm van wekelijks ballonstrips in verschillende week- en maandbladen. Deze 'Tom Poes-verhalen' hadden veelal dezelfde personages als de Volledige werken. De 'Tom Poes-verhalen' werden met aanzienlijk minder betrokkenheid van Marten Toonder vooral geproduceerd door de Toonder Studio's. Ook de 'Tom Poes-verhalen' zijn later gebundeld uitgegeven.